# Tauramena
Tauramena is een gemeente in het Colombiaanse departement Casanare. De gemeente, gelegen in de Cordillera Oriental op hoogtes van 150 tot 2200 meter, telt 15.896 inwoners (2005). Tauramena is een belangrijke gemeente met betrekking tot aardolieproductie. Sinds 1995 wordt er olie gewonnen in Tauramena.
- Library of Congress Control Number: n97121442
- Nationale Bibliotheek van Israël: 987007535790005171
- Virtual International Authority File: 152620002

Aguazul · Chameza · Hato Corozal · La Salina · Maní · Monterrey · Nunchía · Orocué · Paz de Ariporo · Pore · Recetor · Sabanalarga · Sácama · San Luis de Palenque · Támara · Tauramena · Trinidad · Villanueva · Yopal